# 長野県道370号柳原停車場線
長野県道370号柳原停車場線（ながのけんどう370ごう やなぎはらていしゃじょうせん）は、長野県長野市を走る一般県道。

## 概要
長電長野線の柳原駅と国道18号の間200m弱を結ぶ、短い県道である。

### 路線データ
- 起点：長野市柳原（長野電鉄長野線柳原駅）
- 終点：長野市柳原（柳原駅入口交差点＝国道18号交点）
- 延長：234m
- 幅員：1.5車線

## 交差・接続する道路
- 柳原駅入口交差点（長野市柳原＝終点）
  - 国道18号（長野バイパス）

## 周辺
- 柳原駅